# Fred Bauer
Fred Bauer, auch Alfred Bauer (* 29. Juni 1928 in Herisau; † 17. Oktober 2022 in Zollikon), war ein Schweizer Maler, Grafiker, Illustrator, Holzschneider, Buchgestalter und Plakatkünstler.

## Leben und Werk
Fred Bauer schloss eine Grafikerlehre ab und studierte anschliessend an der Schule für Gestaltung St. Gallen. Seit 1965 arbeitete er als selbständiger Maler, Grafiker, Holzschneider, Buch- und Plakatgestalter sowie Illustrator. Zudem war er auch im Bereich Briefmarken, Glasarbeiten und als Kinderbuch-Autor tätig. 1958 erhielt er ein eidgenössisches Kunststipendium.
Bekannt machten ihn seine Plakate, die er für grosse Kunstausstellungen gestaltete. Zudem erhielt er 1965 und 1980 den Preis für das «Schweizer Plakat des Jahres». Regelmässig stellte Fred Bauer erst ab 1997 seine Werke in Einzel- und Gruppenausstellungen im In- und Ausland aus. Er schuf zudem diverse Illustrationen zu Schul- und Kinderbüchern, im Auftrag von Institutionen, Verlagen und Museen. Sein Sohn ist der Fotograf Manuel Bauer.